# Территориальная генерирующая компания № 2
Территориа́льная генери́рующая компа́ния № 2 (ТГК-2) — российская энергетическая компания, созданная в результате реформы РАО «ЕЭС России».
Полное наименование — Публичное акционерное общество «Территориальная генерирующая компания № 2». Головной офис располагается в городе Ярославль.

## История
25 февраля 2005 года Совет директоров РАО «ЕЭС России» принял решение о создании ОАО «Территориальная генерирующая компания № 2». В  неё вошли крупнейшие генерирующие предприятия Архангельской, Вологодской, Костромской, Новгородской и Ярославской области. Спустя два месяца – 19 апреля 2005 года компания была зарегистрирована, а с 1 июля 2006 года начала свою операционную деятельность. Формирование целевой структуры ОАО «ТГК-2» было завершено 3 мая 2007 после присоединения к ней ОАО «Архангельская генерирующая компания».
В настоящее время Территориальная генерирующая компания № 2 занимается производством электрической и тепловой энергии и реализацией тепла (пара и горячей воды) потребителям. Предприятия компании расположены в Архангельской, Вологодской, Костромской, Новгородской и Ярославской областях России, а также в городе Скопье (Республика Северная Македония).

## Собственники и руководство
Рыночная капитализация ПАО «ТГК-2» по состоянию на конец III квартала 2014 года составила 1,2 млрд рублей. Акционерный капитал компании разделён на 1 458 401 856 250 обыкновенных и 16 500 533 681 привилегированных акций.
С конца мая 2008 года Группа «Синтез» консолидировала 51 % акций ТГК-2, суммарно потратив на них порядка 22 млрд руб. Крупнейшим акционером компании на 13 июля 2009 являлось ООО «КОРЕС ИНВЕСТ» (45,35 %, входит в Группу «Синтез»). В 2016 году владеющая небольшой частью ТГК-2 компания Lonicera обратилась в правоохранительные органы из-за невыплаты дивидендов с 2009 по 2015 год. Кроме того бывший член Совета Федерации от Чувашии и совладелец Группы «Синтез» Леонид Лебедев вместе с топ-менеджерами ТГК-2 похитил у фирмы $220 млн.
С 2019 года управляющей компанией и совладельцем (43 % акций) является Кострома Когенерация (Kostroma Kogeneratsiya Limited).   .
И. о. генерального директора — главный бухгалтер ПАО «ТГК-2» — Иванова Юлия Валентиновна.
28 июня 2023 года Генпрокуратура обратилась в Ленинский районный суд Ярославля с иском об отчуждении в доход государства 81,66 % процентов акций ТГК-2, принадлежащих семи различным компаниям, бенефициаром которых считается Лебедев. В декабре 2023 года 59,8 % акций были переданы в распоряжение Росимущества. Основанием стало июльское решение суда по иску Генпрокуратуры. В июле 2024 года пакет акций «ТГК-2», находящийся в федеральной собственности (1 230 011 015 990 обыкновенных акций и 283 371 454 привилегированных акций, то есть более 84 %), был передан в доверительное управление компании «Центрэнергохолдингу» (входит в ООО «Газпром энергохолдинг»). Последняя разработала и представила правительству РФ план финоздоровления компании и предложения по способам дальнейшего распоряжения акциями: он включает в себя предложения по рефинансированию кредитного портфеля и привлечению новых кредитов под льготные ставки, реструктуризацию задолженности за газ, реализацию непрофильных активов, использование различных механизмов возврата инвестиций . Действие договора доверительного управления акциями ПАО «ТГК-2» с «Центрэнергохолдингом» планируется продлить еще на год, в дальнейшем для актива предполагается найти инвестора .
В июне 2025 года Арбитражный суд Ярославской области принял к производству иск «Центрэнергохолдинга» (входит в ГЭХ) к China Huadian HongKong Company о признании недействительным договора гарантии на сумму $100 млн от 12 июля 2017 года, заключенного с ТГК-2, что считается одной из мер по оздоровлению предприятия .

## Деятельность
Компания занимается производством электроэнергии, тепловой энергии и реализацией тепла (пара и горячей воды) на территории 5 регионов РФ — Архангельской, Вологодской, Костромской, Новгородской, и Ярославской областей, и в г. Скопье, Республика Северная Македония. Всего в городах, деятельности компании, проживает более 2 700 000 человек. В Ярославле, Костроме и Архангельске за ТГК-2 закреплен статус единой теплоснабжающей организации (ЕТО).
Общая установленная электрическая мощность предприятий ТГК-2 — 2452,56 МВт, установленная тепловая мощность — 8804,6 Гкал/час .
В конце 2013 года компания стала испытывать финансовые трудности и совершила технический дефолт по облигациям на 5 млрд рублей. ТГК-2 начала реструктуризацию облигационного займа, но некоторая часть заемщиков, например, ВТБ24 не согласилась с её условиями и подала в суд. Кроме того, на долги компании обратил внимание премьер Дмитрий Медведев, были возбуждены уголовные дела в отношении руководства ТГК-2, ввиду того, что компания неплатежами нанесла ущерб Газпрому более миллиарда рублей.
Выручка компании за 2013 год по МСФО — 30,0 млрд руб., чистый убыток — 1,2 млрд руб.. По итогам 2022 года по МСФО компания получила чистую прибыль в 836 млн рублей, по итогам 2023 года по МСФО - чистый убыток в 15,422 млрд. рублей . В 2024 году по РСБУ ПАО «ТГК-2» получило 16,765 млн рублей чистой прибыли .
20 февраля 2021 года в Москве была задержана глава ТГК-2 Надежда Пинигина в связи с подозрением в совершении «экономического преступления». 22 февраля суд в Архангельске арестовал этапированную из Москвы Пинигину.

## Состав ТГК-2
В состав ТГК-2 входят 12 теплоэлектроцентралей (включая дочернее общество ОАО «ПМТЭЦ»), 30 котельных, 4 предприятий тепловых сетей.

### Теплоэлектростанции
1. Архангельская ТЭЦ
2. Вологодская ТЭЦ
3. Костромская ТЭЦ-1
4. Костромская ТЭЦ-2
5. Новгородская ТЭЦ
6. Северодвинская ТЭЦ-1
7. Северодвинская ТЭЦ-2
8. Ярославская ТЭЦ-1
9. Ярославская ТЭЦ-2
10. Ярославская ТЭЦ-3
11. Мини-ТЭЦ «Белый Ручей»
12. ПГУ «ТЕ-ТО АД Скопье»

### Котельные
1. Ляпинская паровая котельная, г. Ярославль
2. Тенинская водогрейная котельная, г. Ярославль

### Предприятия тепловых сетей
1. Архангельские городские тепловые сети
2. Костромские тепловые сети
3. Северодвинские городские тепловые сети
4. Ярославские тепловые сети

## Перспективы развития
К 2011 году ОАО «ТГК-2» планирует увеличить свою установленную электрическую мощность до 3 262,5 МВт, введя 1 145 МВт новых мощностей.
Топливный баланс к 2011 году должен сильно изменится: если в 2008 году в балансе 62 % газа и порядка 22 % угля и мазута, то уже в 2011 году компания рассчитывает в балансе иметь более 50-51 % угля с уменьшением доли газа до 40-45 %.
В 2017 году в Ярославле была запущена российско-китайская «Хуадянь-Тенинская ПГУ-ТЭЦ» .